# Khúc côn cầu trên cỏ tại Đại hội Thể thao châu Á 2018 – Vòng loại Nữ
Vòng loại Nữ cho giải đấu khúc côn cầu trên cỏ Đại hội Thể thao châu Á 2018 được tổ chức từ ngày 12 đến ngày 20 tháng 1 năm 2018 tại Băng Cốc, Thái Lan tại Sân vận động kỷ niệm 60 năm Nữ hoàng Sirikit.

## Kết quả
| VT | Đội               | ST | T | H | B | BT | BB | HS  | Đ  | Giành quyền tham dự |
| -- | ----------------- | -- | - | - | - | -- | -- | --- | -- | ------------------- |
| 1  | Thái Lan (H)      | 6  | 5 | 0 | 1 | 21 | 1  | +20 | 15 | 2018 Asian Games    |
| 2  | Hồng Kông         | 6  | 3 | 2 | 1 | 11 | 2  | +9  | 11 | 2018 Asian Games    |
| 3  | Đài Bắc Trung Hoa | 6  | 3 | 2 | 1 | 12 | 6  | +6  | 11 | 2018 Asian Games    |
| 4  | Kazakhstan        | 6  | 3 | 1 | 2 | 12 | 7  | +5  | 10 | 2018 Asian Games    |
| 5  | Singapore         | 6  | 3 | 1 | 2 | 8  | 5  | +3  | 10 |                     |
| 6  | Pakistan          | 6  | 1 | 0 | 5 | 3  | 23 | −20 | 3  |                     |
| 7  | Indonesia         | 6  | 0 | 0 | 6 | 0  | 23 | −23 | 0  |                     |

Tất cả các giờ đều là giờ địa phương (UTC+7).
| 12 tháng 1 năm 2018 16:00 |

| Hồng Kông | 3–0     | Indonesia |
| --------- | ------- | --------- |
|           | Báo cáo |           |

|  |

| 12 tháng 1 năm 2018 18:00 |

| Đài Bắc Trung Hoa | 3–0     | Pakistan |
| ----------------- | ------- | -------- |
|                   | Báo cáo |          |

|  |

| 12 tháng 1 năm 2018 20:00 |

| Thái Lan | 1–0     | Singapore |
| -------- | ------- | --------- |
|          | Báo cáo |           |

|  |

| 13 tháng 1 năm 2018 16:00 |

| Kazakhstan | 6–0     | Pakistan |
| ---------- | ------- | -------- |
|            | Báo cáo |          |

|  |

| 13 tháng 1 năm 2018 18:00 |

| Singapore | 0–2     | Đài Bắc Trung Hoa |
| --------- | ------- | ----------------- |
|           | Báo cáo |                   |

|  |

| 13 tháng 1 năm 2018 20:00 |

| Thái Lan | 7–0     | Indonesia |
| -------- | ------- | --------- |
|          | Báo cáo |           |

|  |

| 14 tháng 1 năm 2018 16:00 |

| Kazakhstan | 1–1     | Đài Bắc Trung Hoa |
| ---------- | ------- | ----------------- |
|            | Báo cáo |                   |

|  |

| 14 tháng 1 năm 2018 18:00 |

| Singapore | 1–1     | Hồng Kông |
| --------- | ------- | --------- |
|           | Báo cáo |           |

|  |

| 14 tháng 1 năm 2018 20:00 |

| Thái Lan | 7–0     | Pakistan |
| -------- | ------- | -------- |
|          | Báo cáo |          |

|  |

| 16 tháng 1 năm 2018 16:00 |

| Pakistan | 3–0     | Indonesia |
| -------- | ------- | --------- |
|          | Báo cáo |           |

|  |

| 16 tháng 1 năm 2018 18:00 |

| Kazakhstan | 0–3     | Hồng Kông |
| ---------- | ------- | --------- |
|            | Báo cáo |           |

|  |

| 16 tháng 1 năm 2018 20:00 |

| Thái Lan | 5–0     | Đài Bắc Trung Hoa |
| -------- | ------- | ----------------- |
|          | Báo cáo |                   |

|  |

| 17 tháng 1 năm 2018 16:00 |

| Singapore | 3–0     | Pakistan |
| --------- | ------- | -------- |
|           | Báo cáo |          |

|  |

| 17 tháng 1 năm 2018 18:00 |

| Kazakhstan | 3–0     | Indonesia |
| ---------- | ------- | --------- |
|            | Báo cáo |           |

|  |

| 17 tháng 1 năm 2018 20:00 |

| Hồng Kông | 0–0     | Đài Bắc Trung Hoa |
| --------- | ------- | ----------------- |
|           | Báo cáo |                   |

|  |

| 19 tháng 1 năm 2018 16:00 |

| Singapore | 1–0     | Indonesia |
| --------- | ------- | --------- |
|           | Báo cáo |           |

|  |

| 19 tháng 1 năm 2018 18:00 |

| Hồng Kông | 4–0     | Pakistan |
| --------- | ------- | -------- |
|           | Báo cáo |          |

|  |

| 19 tháng 1 năm 2018 20:00 |

| Thái Lan | 0–1     | Kazakhstan |
| -------- | ------- | ---------- |
|          | Báo cáo |            |

|  |

| 20 tháng 1 năm 2018 16:00 |

| Đài Bắc Trung Hoa | 6–0     | Indonesia |
| ----------------- | ------- | --------- |
|                   | Báo cáo |           |

|  |

| 20 tháng 1 năm 2018 18:00 |

| Thái Lan | 1–0     | Hồng Kông |
| -------- | ------- | --------- |
|          | Báo cáo |           |

|  |

| 20 tháng 1 năm 2018 20:00 |

| Kazakhstan | 1–3     | Singapore |
| ---------- | ------- | --------- |
|            | Báo cáo |           |

|  |